# Siphona tropica
Siphona tropica là một loài ruồi trong họ Tachinidae.